# Gare d'Akagi (Gunma)
La gare d'Akagi (赤城駅, Akagi-eki) est une gare ferroviaire de la ville de Midori, dans la préfecture de Gunma au Japon. La gare est exploitée par les compagnies Tōbu et Jomo Electric Railway.

## Situation ferroviaire
La gare est située au point kilométrique (PK) 19,6 de la ligne Jōmō. Elle marque la fin de la ligne Tōbu Kiryū.

## Histoire
La gare d'Akagi a été inaugurée le 10 novembre 1928 sous le nom de gare de Shin-Ōmama. Elle prend son nom actuel en 1958.

## Service des voyageurs

### Accueil
La gare dispose d'un bâtiment voyageurs, avec guichets, ouvert tous les jours.

### Desserte
- Ligne Jōmō :
  - voie 1 : direction Nishi-Kiryū
  - voie 2 : direction Okaya

- Ligne Tōbu Kiryū :
  - voies 3 et 4 : direction Ōta, Tōbu-dōbutsu-kōen, Kita-Senju et Asakusa